# Super Bowl VIII
O Super Bowl VIII foi a partida que decidiu a temporada de 1973 da NFL, realizada no Rice Stadium, em Houston, Texas, no dia 13 de janeiro de 1974. Na decisão, o Miami Dolphins, representante da AFC, bateu o Minnesota Vikings, representante da NFC, por 24 a 7, garantindo o segundo título consecutivo, o segundo Super Bowl na história da franquia.
Esta foi a primeira vez que uma arena onde o Super Bowl aconteceu não era o estádio de alguma franquia da NFL. Nessa época, o Astrodome tinha capacidade para 50 000 pessoas e foi considerado muito pequeno para um Super Bowl. Esta também foi a primeira final da liga que não aconteceu nas áreas metropolitanas de Los Angeles, Miami ou Nova Orleães. Também foi o último Super Bowl, e o penúltimo jogo em geral (sendo o Pro Bowl de 1974 em Kansas City jogado na semana seguinte o último) onde as traves do gol ficavam na frente da end zone (eles foram movidos para a endline, na parte de trás da endline, na temporada seguinte).
Esta foi a terceira aparição seguida dos Dolphins no Super Bowl. Eles tiveram uma campanha de doze vitórias e duas derrotas na temporada regular, derrotando o Cincinnati Bengals e o Oakland Raiders nos playoffs. Os Vikings chegaram ao seu segundo Super Bowl praticamente com a mesma campanha do adversário (doze vitórias em quatorze jogos), vencendo o Washington Redskins e o Dallas Cowboys para chegar na final.
O jogo foi dominado pelos Dolphins, que marcou 24 pontos seguidos antes do final do terceiro quarto, incluindo dois touchdowns nos seus dois primeiros drives. A melhor chance que Minnesota teve de ameaçar Miami ocorreu faltando menos de um minuto para o intervalo do jogo, mas o running back dos Vikings, Oscar Reed, sofreu um fumble na linha de 6 jardas dos Dolphins e seu time não teve chances de reverter o placar contra Miami no segundo tempo. O corredor Larry Csonka, dos Dolphins, foi o MVP do Super Bowl (o primeiro running back a conquistar esta honra); as suas 33 corridas e 145 jardas terretres ainda é um recorde do Super Bowl.

## Pontuações
- 1º Quarto
- MIA - TD: Larry Csonka, corrida de 5 jardas (ponto extra: chute de Garo Yepremian) 7-0 MIA
- MIA - TD: Jim Kiick, corrida de 1 jarda (ponto extra: chute de Garo Yepremian) 14-0 MIA
- 2º Quarto
- MIA - FG: Garo Yepremian, 28 jardas 17-0 MIA
- 3º Quarto
- MIA - TD: Larry Csonka, corrida de 2 jardas (ponto extra: chute de Garo Yepremian) 24-0 MIA
- 4º Quarto
- MIN - TD: Fran Tarkenton, corrida de 4 jardas (ponto extra: chute de Fred Cox) 24-7 MIA